# Aleu
Aleu är en kommun i departementet Ariège i regionen Occitanien i södra Frankrike. Kommunen ligger i kantonen Massat som ligger i arrondissementet Saint-Girons. År 2022 hade Aleu 131 invånare.

## Befolkningsutveckling
Antalet invånare i kommunen Aleu
Referens: INSEE